# Макмиллан, Сэмми
Сэмьюэл Томас Макмиллан (англ. Samuel Thomas McMillan; 20 сентября 1941, Белфаст), более известный как Сэмми Макмиллан (англ. Sammy McMillan) — североирландский футболист, выступавший на позициях вингера, центрального нападающего и полузащитника.

## Клубная карьера
Уроженец Белфаста, Сэмми начал играть в футбол в местной любительской команде «Бойленд Ют» (англ. Boyland Youth Club). В 1957 году 16-летний игрок перешёл в футбольную академию «Манчестер Юнайтед». В ноябре 1959 года подписал свой первый профессиональный контракт. 4 ноября 1961 года дебютировал в основном составе «Манчестер Юнайтед» в матче Первого дивизиона против «Шеффилд Уэнсдей», выйдя на позиции крайнего левого нападающего. 18 ноября 1961 года забил свой первый гол за «Юнайтед» в матче Первого дивизиона против «Ипсвич Таун». Всего в сезоне 1961/62 забил 6 мячей в 11 матчах. Однако уже в следующем сезоне североирландец сыграл только четыре матча в основном составе, не забив ни одного мяча, и в декабре 1963 года был продан в «Рексем» за 8 тысяч фунтов стерлингов.
В сезоне 1963/64 Макмиллан забил 7 голов в 20 матчах Третьего дивизиона, но это не спасло «Рексем» от выбывания в Четвёртый дивизион Футбольной лиги. Сэмми играл за «Рексем» до 1967 года, забив 55 голов в 159 официальных матчах за клуб.
В 1967 году перешёл в другой клуб Четвёртого дивизиона «Саутенд Юнайтед» за 6000 фунтов стерлингов. В этой команде он выступал в роли полузащитника, а не нападающего, забив 11 голов в 82 матчах за клуб.
В декабре 1969 году перешёл в «Честер» за 2000 фунтов стерлингов. Сыграл за команду 18 матчей в Четвёртом дивизионе, но уже через полгода покинул клуб в качестве свободного агента. В 1970 году стал игроком «Стокпорт Каунти», где вновь начал играть на позиции нападающего. За два сезона в составе «Стокпорта» сыграл 80 матчей и забил 31 гол. Из-за травмы спины завершил профессиональную карьеру в 1972 году. Впоследствии играл в любительской Лиге графства Чешир за «Озуэстри Таун».

## Карьера в сборной
В 1962 году дебютировал в составе сборной Северной Ирландии. Провёл два матча против Англии и Шотландии в рамках Домашнего чемпионата Британии.
Два года спустя, в феврале 1964 года, Макмиллан сыграл один матч за сборную Северной Ирландии до 23 лет (это была игра против сверстников из Уэльса).

## Статистика выступлений
| Клуб              | Сезон            | Лига | Лига | Кубки | Кубки | Итого | Итого |
| Клуб              | Сезон            | Игры | Голы | Игры  | Голы  | Игры  | Голы  |
| ----------------- | ---------------- | ---- | ---- | ----- | ----- | ----- | ----- |
| Манчестер Юнайтед | 1961/62          | 11   | 6    | 0     | 0     | 11    | 6     |
| Манчестер Юнайтед | 1962/63          | 4    | 0    | 0     | 0     | 4     | 0     |
| Манчестер Юнайтед | Итого            | 15   | 6    | 0     | 0     | 15    | 6     |
| Рексем            | 1963/64          | 20   | 7    | 0     | 0     | 20    | 7     |
| Рексем            | 1964/65          | 38   | 10   | 2     | 2     | 40    | 12    |
| Рексем            | 1965/66          | 40   | 16   | 4     | 0     | 44    | 16    |
| Рексем            | 1966/67          | 45   | 18   | 3     | 1     | 48    | 19    |
| Рексем            | 1967/68          | 6    | 1    | 1     | 0     | 7     | 1     |
| Рексем            | Итого            | 149  | 52   | 10    | 3     | 159   | 55    |
| Саутенд Юнайтед   | 1967/68          | 26   | 1    | 0     | 0     | 26    | 1     |
| Саутенд Юнайтед   | 1968/69          | 31   | 2    | 5     | 1     | 36    | 3     |
| Саутенд Юнайтед   | 1969/70          | 13   | 2    | 7     | 5     | 20    | 7     |
| Саутенд Юнайтед   | Итого            | 70   | 5    | 12    | 6     | 82    | 11    |
| Честер            | 1969/70          | 18   | 0    | 0     | 0     | 18    | 0     |
| Честер            | Итого            | 18   | 0    | 0     | 0     | 18    | 0     |
| Стокпорт Каунти   | 1970/71          | 38   | 16   | 2     | 1     | 40    | 17    |
| Стокпорт Каунти   | 1971/72          | 36   | 13   | 4     | 1     | 40    | 14    |
| Стокпорт Каунти   | Итого            | 74   | 29   | 6     | 2     | 80    | 31    |
| Всего за карьеру  | Всего за карьеру | 326  | 92   | 28    | 11    | 354   | 103   |